# Nabil El Zhar
Nabil El Zhar, né le 27 août 1986 à Alès, est un footballeur international marocain qui évoluait comme milieu offensif, il annonce sa retraite le 1er juillet 2023.

## Biographie

### Jeunesse et formation
Nabil El Zhar nait le 27 août 1986 à Alès en France. Ses parents, Amina Sankour et Kacem El Zhar, originaires de Meknes et Sidi Kacem au Maroc, vivent à Lédignan dans le Sud de la France, une commune située dans le département du Gard. 
À l'âge de douze ans, il rejoint le centre de formation du Nîmes Olympique avec lequel il atteint en 2004 la finale de la Coupe Gambardella. La même année, Nîmes perd son statut pro et il est libre de tout contrat. Il décide alors de rejoindre le centre de formation de l'AS Saint-Étienne où il joue jusqu'en été 2006.

### Liverpool FC (2006-2011)
Le 1er juillet 2006, El Zhar rejoint le Liverpool en Angleterre. Etant le premier marocain qui joue avec Liverpool, il dispute son premier match pour les Reds, le 29 novembre 2006 contre Portsmouth, où il remplace à la 72e minute, Luis Garcia. Son deuxième match en championnat intervient le 28 avril 2007, encore contre l'équipe de Portsmouth où il remplace Momo Sissoko à la 82e minute. Il marque son premier but pour Liverpool FC contre Cardiff City dans la Carling Cup à la 48e minute du match.

### Prêt au PAOK Salonique (2010-2011)
À partir du 31 août 2010, El Zhar est prêté au PAOK Salonique par Liverpool. Il est alors aligné titulaire lors de toutes ses rencontres mais ne remporte aucun titre avec le club grec.

### Levante UD (2011-2015)
Le 3 juin 2011, El Zhar rejoint le Levante UD et marque son premier but en Copa del Rey face à l'Atletico Madrid CF. Le 19 août 2012, il marque le premier but du Levante UD lors de la saison 2012-2013, en marge de la première journée du Championnat d'Espagne contre l'Atletico Madrid sur le score final 1-1.

### Las Palmas (2015-2017)
Le 26 août 2015, El Zhar rejoint le club insulaire de Las Palmas.
Le 6 décembre 2015, El Zhar marque son premier but pour Las Palmas au cours d'une défaite 3-1 contre le Sporting Gijón. Le Marocain récidive une seconde fois face à l'Espanyol Barcelone. Il finit sa saison avec deux buts en 32 matchs. Le club, promu en début de saison, parvient à se maintenir dans l'élite espagnole.
La saison suivante voit El Zhar un peu plus s'épanouir dans le club avec trois buts marqués en douze rencontres à là mi-saison. Néanmoins, il quitte Las Palmas durant le mercato hivernal.

### CD Leganés (depuis 2017)
En février 2017, El Zhar résilie son contrat avec Las Palmas pour rejoindre le CD Leganés.
El Zhar commence sous ses nouvelles couleurs le 12 février 2017. Le 8 mai, le milieu offensif marque son premier but pour Leganès en participant à un large succès contre le Real Betis. Cette large victoire éloigne un peu plus le club de la zone de relégation,.

### Équipe nationale

#### En espoirs
Lors de la Coupe du monde de football des moins de 20 ans 2005, l'Équipe du Maroc des moins de 20 ans de football de El Zhar finit quatrième. Lors de cette compétition, il inscrit un doublé contre l'Italie en quart de finale et est élu deuxième meilleur joueur de la compétition derrière Léo Messi . Ses performances lui ouvrent la porte de l'équipe A.

#### En équipe nationale (depuis 2008)
Le 26 mars 2008, El Zhar joue son premier match face à la Belgique où il marque un superbe but de l’extérieur du pied pour une large victoire 4-1 face aux Diables Rouges.

## Palmarès

### En Club
- Liverpool FC :
  - Vice-champion de Premier League en 2009.

### En sélection
- Maroc -20 ans
  - Quatrième de la Coupe du monde U-20 en 2005.

## Statistiques

### Buts en sélection
| 0 | Date         | Lieu                          | Adversaire | Résultat | Compétition                       | Détail | Détail        | Détail | Sel. |
| - | ------------ | ----------------------------- | ---------- | -------- | --------------------------------- | ------ | ------------- | ------ | ---- |
| 1 | 26 mars 2008 | Stade Roi-Baudouin, Bruxelles | Belgique   | 1-4      | Match Amical                      | 85e    | du pied droit | 1-3    | 1re  |
| 2 | 21 juin 2008 | Stade Mohammed-V, Casablanca  | Rwanda     | 2-0      | Éliminatoires Coupe du monde 2010 | 49e    | du pied droit | 2-0    | 5e   |

### Sélections
| Matchs internationaux de Nabil El Zhar | Matchs internationaux de Nabil El Zhar | Matchs internationaux de Nabil El Zhar | Matchs internationaux de Nabil El Zhar | Matchs internationaux de Nabil El Zhar | Matchs internationaux de Nabil El Zhar |
| Selection                              | Date                                   | Lieu                                   | Adversaire                             | Résultats                              | Compétitions                           |
| -------------------------------------- | -------------------------------------- | -------------------------------------- | -------------------------------------- | -------------------------------------- | -------------------------------------- |
| 1                                      | 26 mars 2008                           | Bruxelles, Belgique                    | Belgique                               | 1-4                                    | Match amical                           |
| 2                                      | 31 mai 2008                            | Casablanca, Maroc                      | Éthiopie                               | 3-0                                    | Éliminatoires Coupe du monde 2010      |
| 3                                      | 7 juin 2008                            | Nouakchott, Mauritanie                 | Mauritanie                             | 1-4                                    | Éliminatoires Coupe du monde 2010      |
| 4                                      | 14 juin 2008                           | Kigali, Rwanda                         | Rwanda                                 | 3-1                                    | Éliminatoires Coupe du monde 2010      |
| 5                                      | 21 juin 2008                           | Casablanca, Maroc                      | Rwanda                                 | 2-0                                    | Éliminatoires Coupe du monde 2010      |
| 6                                      | 20 août 2008                           | Rabat, Maroc                           | Bénin                                  | 3-1                                    | Match amical                           |
| 7                                      | 11 novembre 2008                       | Rabat, Maroc                           | Mauritanie                             | 4-1                                    | Éliminatoires Coupe du monde 2010      |
| 8                                      | 11 août 2010                           | Rabat, Maroc                           | Guinée équatoriale                     | 2-1                                    | Match amical                           |
| 9                                      | 17 novembre 2010                       | Belfast, Irlande du Nord               | Irlande du Nord                        | 1-1                                    | Match amical                           |
| 10                                     | 5 mars 2014                            | Marrakech, Maroc                       | Gabon                                  | 1-1                                    | Match amical                           |